# Campoplex discrepans
Campoplex discrepans là một loài tò vò trong họ Ichneumonidae.